# Vlajka Aland

Alandská vlajka
Poměr stran: 17:26

Vlajka Aland, autonomní provincie Finska, ve které se mluví švédsky, je tvořena modrým listem o poměru stran 17:26 se skandinávským křížem – červeným, žlutě lemovaným. Rozměry polí různých barev Alandské vlajky jsou horizontálně 16:3:4:3:26 a vertikálně 12:3:4:3:12.
Žlutá a červená barva pocházejí z finského státního znaku. Modrá a žlutá barva kříže připomínají švédskou vlajku, neboť na ostrovech žije mnoho obyvatel švédské národnosti a světle modrá barva zase kříž finské vlajky. Finsku souostroví patří od roku 1917. Barvy odpovídají barvám alandského znaku (modrá a žlutá).[ujasnit]

## Historie
V letech 1922–1954 se užívala neoficiální vlajka se třemi, vodorovnými, stejně širokými pruhy: modrým, žlutým a modrým. Jiná verze vlajka měla užší žlutý pruh, jako kdyby byl odebrán svislý žlutý pruh z kříže na švédské vlajce.
Současná, již oficiální vlajka, byla přijata roku 1954. Poprvé zavlála v hlavním městě Aland, v Mariehamnu, 3. dubna 1954. Na státních budovách může být vztyčována pouze vedle vlajky finské, která však musí být větší.[zdroj?]

Neoficiální Alandská vlajka (1922–1954)
Švédská vlajka (pro porovnání) Poměr stran: 5:8

## Den alandské vlajky
Den vlajky se na Alandách slaví poslední neděli v dubnu.